# آرفيند كريشنا
آرفيند كريشنا هو ممثل هندي، ولد في 5 يناير 1985 في الهند.

## وصلات خارجية
- آرفيند كريشنا على موقع IMDb (الإنجليزية)